# Resistance - La voce del silenzio
Resistance - La voce del silenzio (Resistance) è un film del 2020 scritto e diretto da Jonathan Jakubowicz.
La pellicola narra le vicende del celebre mimo Marcel Marceau, interpretato da Jesse Eisenberg, prima della celebrità, quando era membro della resistenza francese durante la seconda guerra mondiale.

## Trama
Il giovane Marcel è un aspirante mimo. Poco dopo lo scoppio della seconda guerra mondiale la Francia viene invasa dai tedeschi. Il ragazzo, insieme al fratello e ad un nutrito gruppo di altri giovani, si unisce alla resistenza francese, lottando anche contro le persecuzioni di Klaus Barbie, il boia di Lione, ufficiale delle Schutzstaffel e all'epoca comandante della Gestapo nel capoluogo francese.

## Produzione
Nel maggio 2017 viene annunciato il progetto di un film biografico su Marcel Marceau durante la sua militanza nella resistenza francese, scritto e diretto da Jonathan Jakubowicz, con Jesse Eisenberg nel ruolo del protagonista.

## Promozione
Il primo trailer del film viene diffuso il 7 febbraio 2020.

## Distribuzione
La pellicola è stata distribuita nelle sale cinematografiche statunitensi, ed in contemporanea in video on demand, a partire dal 27 marzo 2020, mentre in Italia arriva dal 23 giugno direttamente on demand.